# Гутянський заказник (Тернопільська область)
Гутянський заказник — ботанічний заказник місцевого значення в Україні. Розташований у Тернопільському районі Тернопільської області, неподалік від південної околиці села Нараїв, у глибокій балці на захід від садиби лісництва, в межах лісового урочища «Дача Нараїв». 
Площа 4,6 га. Оголошено об'єктом природно-заповідного фонду рішенням Тернопільської обласної ради від 23 грудня 2005 року. № 519. Перебуває у відані ДП «Бережанське лісомисливське господарство» (Нараївське лісництвкво, кв. 33 вид. 2, 4). 
Це місце зростання зозулиних черевичок справжніх, булаток великоквіткової та довголистої, гніздівки звичайної, коручки широколистої, лілії лісової — видів рослин, занесених до Червоної книги України, грушанки малої — регіонально рідкісного виду, інших цінних видів рослин.